# Ar-Rutbah
Ar-Rutbah (en arabe : الرطبة) est une ville irakienne située dans l'ouest de la province d'Al Anbar, entièrement peuplée de musulmans sunnites. La population est d'environ 28 400 habitants. Elle occupe un emplacement stratégique sur la route Amman-Bagdad et sur l'oléoduc Kirkouk-Haïfa. Considérée comme une "zone humide", elle reçoit 114,3 millimètres de pluie par an et est située sur un haut plateau. Elle est décrite comme "la ville la plus isolée de toute taille en Irak".
Ar-Rutbah est une aire de repos pour les vols d'Imperial Airways au début du XXe siècle et sert également d'escale pour l'eau (en) pour la Nairn Transport Company (en). En décembre 1934, à seize kilomètres au sud d'Ar-Rutbah, le célèbre avion néerlandais Uiver s'écrase, tuant tous ses passagers. Pendant la guerre anglo-irakienne de 1941, Ar-Rutbah est le théâtre d'un affrontement (en) entre les forces britanniques, dont la Légion arabe, et les forces fidèles à Rachid Ali al-Gillani.

## Historique

### Administration britannique
Pendant l'administration britannique de l'Irak, Rutbah Wells, comme on l'appelle alors, est une escale pour les vols d'Imperial Airways du Royaume-Uni vers l'Inde et le golfe Persique. Imperial Airways utilise un vieux fort à Rutbah Wells comme point de repos. Cependant, "une plainte courante en hiver est le froid, car les constructeurs de Rutbah Wells n'ont, de manière inexplicable, pris aucune disposition pour des foyers ou des cheminées". Selon les recherches menées par Lucy Budd, de l'Université de Loughborough, la piste d'atterrissage et la maison de repos de Rutbah Wells ont été spécialement construites pour Imperial Airways par le gouvernement irakien et sont affectées à un détachement de soldats armés pour défendre les lieux contre les tribus hostiles. Un passager écrit sur "l'expérience inoubliable d'arriver dans l'hôtellerie la plus désolée et la plus extraordinaire du monde", tandis qu'un autre fait remarquer "l'absurdité de descendre (le matin) pour un petit-déjeuner anglais au jambon et aux œufs au milieu du désert". Rutbah Wells est une escale, mais n'est pas un point de départ ou d'arrivée pour les passagers.
La ville est également une étape (en) pour la liaison terrestre reliant Bagdad à Damas de la Nairn Transport Company (en), connue sous le nom de Nairn Way. Les voyageurs qui s'arrêtent à Rutbah restent au fort. Parmi ceux qui se sont arrêtés à Rutbah Wells en empruntant la Nairn Way se trouve Mary Bruins Allison (en).
En 1927, les Britanniques construisent un fort à Rutbah. En 1929, lorsque Francis Chichester effectue son vol solo vers la Nouvelle-Zélande à bord d'un de Havilland DH.60 Moth, il s'arrête à Rutbah Wells. Dans son autobiographie, The Lonely Sea and the Sky, l'aviateur décrit la ville ainsi: "Rutbah Wells est un endroit romantique au milieu du désert, un grand fort carré avec des bâtiments à l'intérieur adossés aux hauts murs. Il y a des caravanes de chameaux à l'intérieur, et une escouade d'infanterie irakienne". Il écrit également qu'il y a un mécanicien d'Imperial Airways stationné au fort, qui l'a aidé à réparer son avion, et qu'il a passé la nuit dans la chambre d'un officier irakien.
Le 19 décembre 1934, l'avion Uiver effectue un vol non régulier d'Amsterdam à Batavia (aujourd'hui Jakarta). Le 21 décembre, à seize kilomètres au sud de Rutbah Wells, l'avion complètement détruit est retrouvé  par un pilote de la Royal Air Force. L'avion, un DC-2 de KLM, effectuait son premier vol après avoir terminé deuxième de la MacRobertson Air Race qui a eu lieu en octobre 1934. Les quatre membres d'équipage et trois passagers sont décédés, dont le magnat néerlandais des médias Dominique Willem Berretty (nl). Une enquête sur l'accident détermine que c'est probablement le mauvais temps qui a causé l'accident et que "les mauvaises caractéristiques de vol du DC-2 lors de fortes pluies sont suspectées",.

### Guerre anglo-irakienne

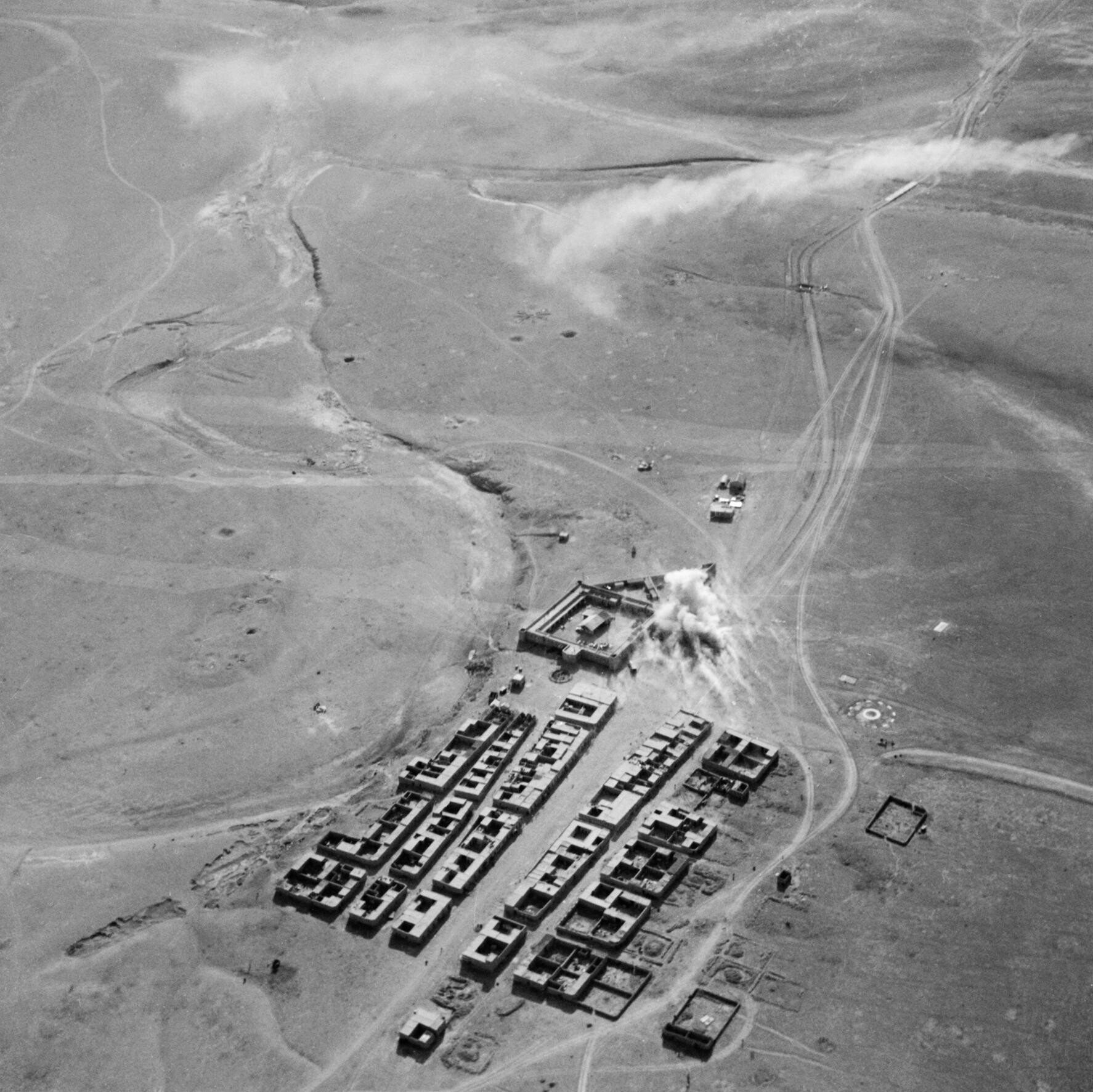
Assaut du fort de Rutbah en 1941

Pendant la guerre anglo-irakienne de 1941, les forces fidèles à Rachid Ali al-Gillani prennent le contrôle du fort le 2 mai 1941. En réponse, des bombes sont larguées par les bombardiers Blenheim V du No. 203 Squadron de la Royal Air Force, sur et autour du fort. Le fort est repris par les forces de la Légion arabe avec le soutien de la No. 2 Armoured Car Company (en) de la RAF après le départ des défenseurs du fort dans la nuit du 10 mai.

### Guerre du Golfe
Avant la guerre du Golfe, le gouvernement irakien installe un centre d'opérations d'interception (CIO) à Ar-Rutbah, conçu pour assurer le contrôle local de la défense aérienne. Les différents CIO sont reliés par un vaste réseau de communications par fibre optique. Les CIO sont subordonnés au Centre national des opérations de défense aérienne (ADOC), basé à Bagdad, qui contrôle la défense aérienne au niveau national. À la fin des années 1980, le gouvernement irakien agrandit également ses installations d’Ar-Rutbah pour produire des acides et d’autres composés chimiques. Il se peut également qu'il ait établi dans la région un complexe appelé "Projet 9320", qui compte trois usines pour produire des produits chimiques secondaires utilisés dans la fabrication de gaz neurotoxiques.
Le 22 janvier 1991, un Tornado de la Royal Air Force faisant partie du No. 16 Squadron (en), s'écrase au sol à Ar-Rutbah alors qu'il effectue une mission d'attaque au sol à basse altitude. Le pilote, Gary Lennox, et le copilote, le Paul Weeks, sont tués au moment du crash. Il est rapporté qu'ils devaient attaquer un site radar au cours de cette mission. Il est suggéré que la cause de l'accident est soit un problème avec l'équipement de vision nocturne, soit un distraction provoquée par les éclairs d'artillerie antiaérienne. Des sources russes et irakiennes affirment que l'avion a été abattu par un Mikoyan MiG-29 irakien armé de R-60, piloté par Jameel Sayhood, qui s'est ensuite écrasé alors qu'il affrontait le McDonnell Douglas F-15 Eagle de Cesar Rodriguez (en).

### Occupation américaine

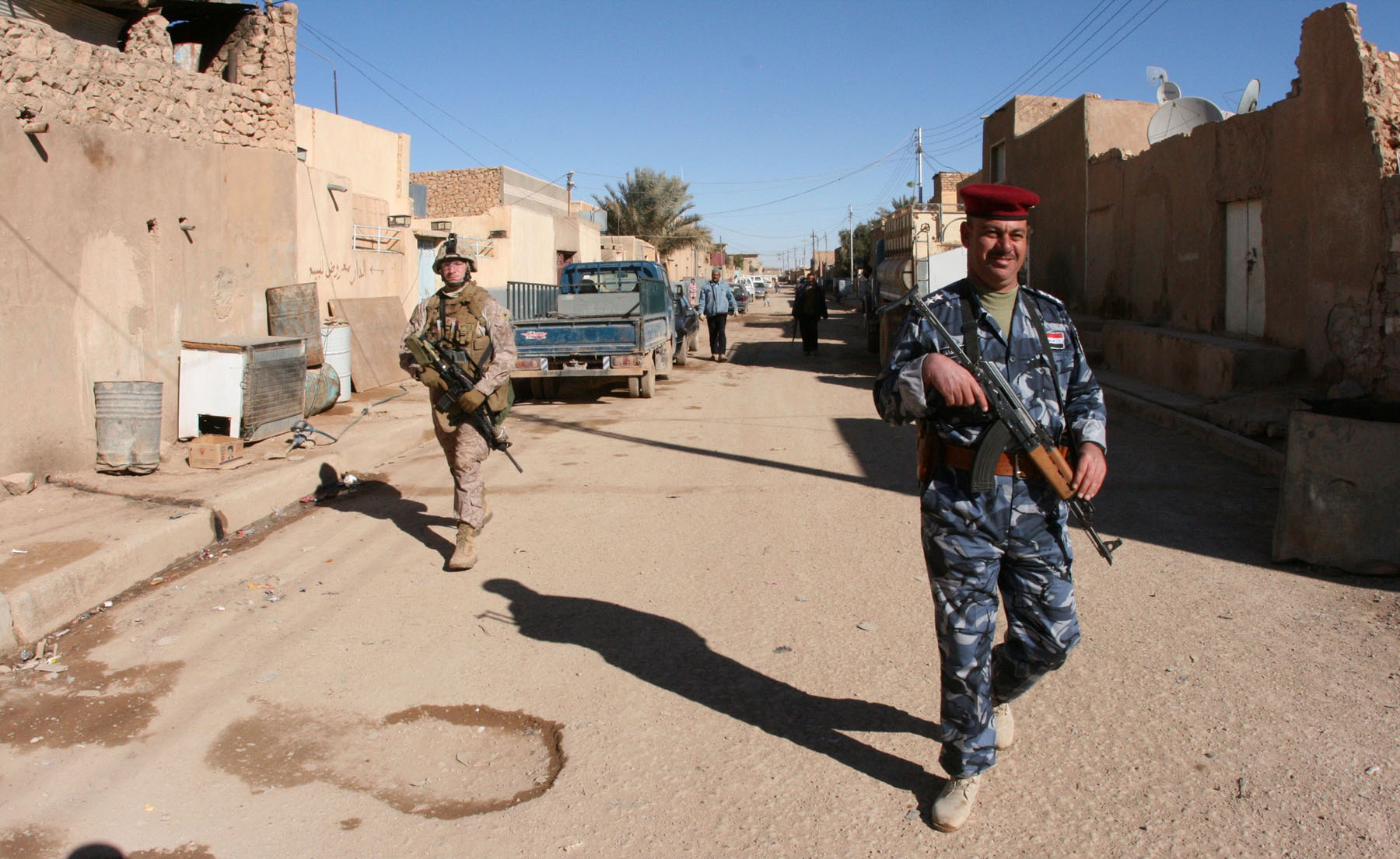
Un soldat irakien des Forces provisoires de sécurité participe à une patrouille de sécurité conjointe à Rutbah

À la suite de l'invasion de l'Irak en 2003, le 9 avril 2003, les forces spéciales de l'US Army, sous le commandement du major James A.Gavrilis, s'approchent de la ville. Les Fedayin Saddam l'occupent toujours, et chaque fois que les hommes de Gavrilis s'approchent, "Ar Rutbah devient un nid de frelons, et les tirs d'armes légères se transforment en tirs de mitrailleuses et de roquettes". Gavrilis ouvre des canaux de communication avec les habitants de la ville, tentant de faire passer le message selon lequel les américains "se soucient davantage des habitants d'Ar Rutbah que les Fedayin". Finalement, ils réussissent à entrer dans la ville et n’essuient pas de tirs. Ils dégagent les positions ennemies connues et Gavrilis localise le poste de police, qu'il choisit pour faire le quartier général de son unité. Deux heures après l'arrivée des américains, leur commandant convoque les administrateurs civils, le chef de la police et les chefs tribaux de la ville pour discuter de la future administration civile de celle-ci.
Lorsque les forces spéciales quittent la ville, le 3rd Armored Cavalry Regiment de l'armée américaine prend la responsabilité de la zone et mène des opérations à partir d'un avant-poste situé à environ 16 kilomètres à l'ouest, connu sous le nom de FOB Buzz, qui était auparavant une petite installation militaire irakienne près de l'aérodrome abandonné de H3. Un capitaine de l'armée affecté à la FOB Buzz est inculpé et traduit en cour martiale pour avoir organisé des simulations d'exécutions de prisonniers irakiens.
En 2004, les Marines du Regimental Combat Team 7 relèvent les soldats de l'US Army et prennent le contrôle de la ville, résolus à engager la population de manière plus proactive. En juillet 2004, la FOB Buzz est rebaptisée Camp Korean Village (également connu sous le nom de Camp KV), et sert de base de soutien logistique pour les Marines. La base sert d'aérodrome régional, d'aire de repos pour convois, d'hôpital de traumatologie et de quartier général de la garnison locale des Marines. Les principaux objectifs militaires des unités de Marines affectées sur place sont de perturber le flux de combattants insurgés et d'armes en provenance des frontières jordaniennes et syriennes. Les points d’entrée et les autoroutes adjacentes aux frontières sont considérés comme des voies clés pour l’entrée des combattants étrangers et des armes en route vers ce que le commandement militaire américain appelle le Triangle sunnite (en). On pense que la base doit son nom à la lignée historique du régiment qui a combattu pendant la guerre de Corée; cependant, certaines personnes pensent également que le nom fait référence au style des bâtiments construits par l'armée irakienne ou à l'utilisation (selon la rumeur) de travailleurs nord-coréens pour les construire.
Le 26 janvier 2005, un hélicoptère des Marines CH-53E Super Stallion s'écrase à l'extérieur de la ville, tuant 30 Marines et un membre de la Navy. C'est le jour le plus meurtrier pour les forces américaines dans le conflit en Irak. La cause de l'accident est une violente tempête de vent qui s'est abattue sur eux de manière inattendue. En 2005, James Vandenberg, un "architecte de combat", dessine les plans d'un nouvel hôpital à Ar-Rutbah, le précédent hôpital ayant été détruit en 2003. La construction commence en septembre 2005. Les opérations quotidiennes des Marines dans la ville d'août 2004 à mars 2005 sont décrites dans Un semestre dans le bac à sable: le journal de guerre en Irak d'un réserviste maritime.

Tôt le matin du 4 janvier 2006, un citoyen irakien, Adnan Eid Abbass, meurt alors qu'il est détenu par les États-Unis. En mars 2006, la ville est gardée par des éléments du 3rd Light Armored Reconnaissance Battalion (en) et une compagnie de fusiliers irakiens de l'armée irakienne.

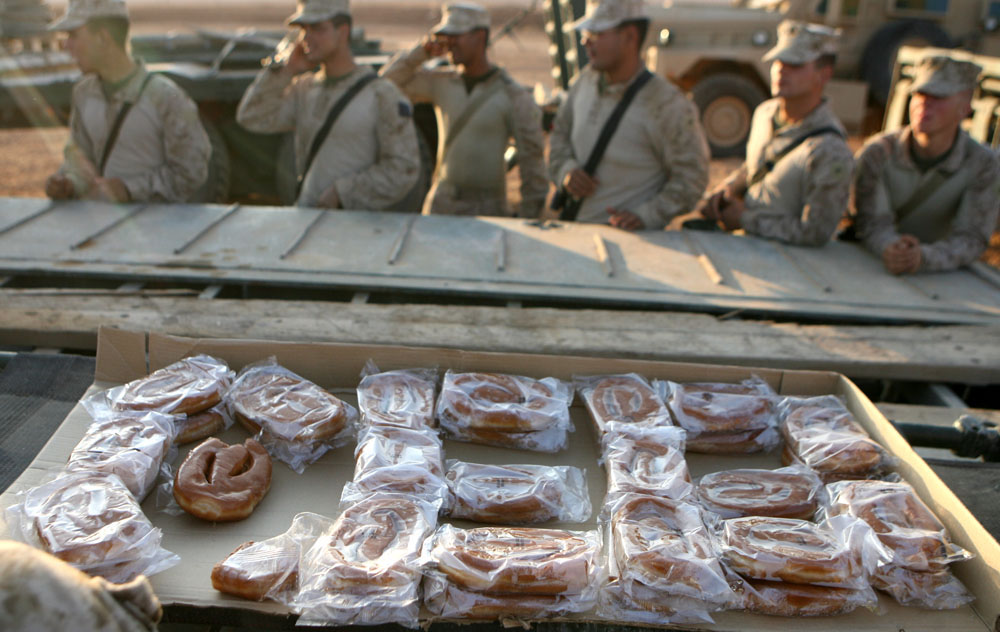
Des Marines américains célèbrent l'anniversaire du Corps des Marines en mangeant des beignets à Ar-Rutbah en 2009

En juillet 2006, l'augmentation de la violence et de l'anarchie à Bagdad forcé le transfert des 4 et 14 Cavalry Squadron de l'armée américaine des villes de Rawah et Anah, dans la province nord de l'Anbar, vers Bagdad afin d'y renforcer la sécurité. Le déficit de forces est comblé, dans un premier temps, par du personnel et des ressources du 3rd Light Armored Reconnaissance Battalion de Rutbah.
En septembre 2006, la responsabilité du secteur de Rutbah est de nouveau cédée au 2nd Light Armored Reconnaissance Battalion par le 3rd Light Armored Reconnaissance Battalion.
Début 2007, le gouvernement de Rutbah progresse dans la transition vers la responsabilité de sa propre sécurité. Les efforts de la ville comprenant le recrutement d'environ 200 hommes envoyés dans une académie de formation de la police irakienne afin d'accroître les pratiques de contre-insurrection.
En mars 2009, les Marines transfèrent le contrôle du camp Korean Village à une unité de la Garde nationale du Texas. Le contrôle est ensuite confié à une unité de la Garde nationale de l'Oregon. Le camp est remis à l'armée irakienne le 1er mai 2010.

### État islamique
L’État islamique en Irak et au Levant lance une offensive en juin 2014 dans le cadre de sa campagne Anbar, qui implique la capture de la majorité de la province d’Anbar. Le 19 juin, les forces de l'EI capturent Al-Qa'im et, dans la soirée du 21 juin, elles capturent également Ar-Rutbah. Le 22 juin 2014, un membre du conseil local déclare au New York Times "qu' une cinquantaine de véhicules remplis de combattants et d'armes sont venus de la vallée de Haurana (en) et, après des affrontements sporadiques avec la police, ont pris le contrôle du centre-ville pour sécuriser la ville et ensuite se diriger vers la frontière". Le 24 juin, un raid de l'armée de l'air syrienne sur Rutba, pour aider l'armée irakienne lors de l'offensive du nord de l'Irak en 2014 (en), tue au moins 50 combattants de l'Etat islamique.
En septembre 2014, il est rapporté qu'un couple reconnu coupable d'adultère par un tribunal de l'EI à Ar-Rutbah est lapidé à mort. Ils auraient été amenés devant une foule de 200 habitants et lapidés par huit combattants de l'EI. Un témoin anonyme déclare: "Ils ont amené l'homme et la femme, ils leur ont attaché les mains, ont couvert leur visage et ont commencé à les lapider".
Une frappe aérienne le 31 juillet 2015 entraîne la mort de 46 civils et blesse entre 30 et 70 personnes. Un certain nombre des personnes tuées sont des enfants et la majorité des victimes proviennent de cinq familles de la ville. L'origine de la frappe aérienne est incertaine, car ni le gouvernement irakien ni les forces de la coalition ne reconnaissent avoir lancé une frappe près d'Ar-Rutbah à cette date. Les Nations unies expriment leur "grave préoccupation" à ce sujet et le gouverneur de la province d'Anbar, Suhaib al-Rawi (en), ouvre une enquête sur l'attaque.
Fin août 2015, une frappe aérienne de la coalition, menée par l’US Air Force, détruit une installation de fabrication de voitures piégées à la périphérie d’Ar-Rutbah. L'installation est décrite par le général de brigade américain Kevin Killea comme "stratégique pour Daesh en matière de VBIED vers la province d'Anbar". Le 29 août, des militants de l'EI tuent un résident local qui a tué un membre de l'EI dans le cadre d'une longue vendetta entre clans. En réponse, des centaines d'habitants manifestent contre ce meurtre et des affrontements éclatent lorsque l'EI tente de disperser les manifestations. 70 habitants sont arrêtés et 100 autres sont attachés aux réverbères pendant 24 heures en guise de punition.
En mars 2016, un certain nombre de combattants de l'EI basés à Ar-Rutbah désertent la ville et se diriger vers Mossoul, où ils sont arrêtés par d'autres combattants de l'EI. Une cinquantaine de déserteurs sont ensuite publiquement exécutés à Mossoul. On estime que les forces de la coalition anti-EI ont mené une cinquantaine de missions de frappes aériennes sur et autour de la ville. Les forces irakiennes reviennent en mai 2016 (en), et chassent l'EI.
L'EI attaque la ville le 23 octobre 2016, probablement pour éloigner les forces de sécurité irakiennes impliquées dans la bataille de Mossoul. Un responsable local de la sécurité irakienne déclare que le groupe aurait pu reprendre jusqu'à la moitié de la ville. L'attaque serait repoussée dès le lendemain, les assaillants restants étant retranchés dans deux quartiers. Des renforts seraient arrivés pour combattre les assaillants alors qu'un couvre-feu es imposé dans la ville. Des informations contradictoires apparaissent le lendemain selon lesquelles la ville a totalement ou partiellement été capturée par l'EIIL,. L'armée irakienne affirme que le groupe ne contrôle que la moitié de la ville, et déclare le lendemain qu'elle a entièrement repris la ville au groupe.

## Géographie
Al-Rutbah se trouve à 110 kilomètres de la frontière entre l'Irak et la Jordanie et de la frontière entre l'Irak et l'Arabie saoudite.